# Comisariatul Poporului pentru Educație
Comisariatul Poporului pentru Educație (sau Narkompros; în rusă Народный комиссариат просвещения, Наркомпрос) a fost un comisariat sovietic însărcinat cu administrarea activității de educație publică și a majorității activităților culturale. În 1946 a fost transformat în Ministerul Educației. Primul comisar al poporului a fost Anatoli Lunacearski. Cu toate acestea el a descris-o pe Nadejda Krupskaia ca fiind „sufletul Narkompros”. Mihail Pokrovski și Evgraf Litkens au îndeplinit, de asemenea, roluri importante.
Lunacearski i-a protejat pe majoritatea artiștilor avangardiști precum Vladimir Maiakovski, Kazimir Malevici, Vladimir Tatlin și Vsevolod Meyerhold. În ciuda eforturilor sale, politica oficială adoptată de Iosif Stalin l-a făcut să cadă în dizgrație.
Narkompros a avut șaptesprezece departamente, în afară de cele principale referitoare la educație, printre care:
- Libkez, departamentul pentru lichidarea analfabetismului,
- Profobr, departamentul pentru învățământ profesional,
- Glavlit, departementul pentru literatură și publicare (responsabil, de asemenea, cu cenzura publicațiilor),
- Glavrepertkom (Главрепертком), comisia de aprobare a repertoriilor artiștilor, responsabilă cu cenzura.
- Departamentul pentru mobilizarea forțelor științifice, în subordinea căruia a fost plasată după 1918 Academia Rusă de Științe.
- Departamentul Teatral care a publicat Vestnik Teatra și a fost condus pentru un timp de concubina lui Gorki, Maria Andreeva.
- Vneșkolnîi Otdel, departamentul pentru educația adulților condus de Krupskaia

Unele dintre acestea s-au transformat în entități separate, iar altele au fost desființate.

## Relația cu proletcultismul
Pavel Lebedev-Polianskii, președintele biroului Proletkult, a susținut că Narkompros, în calitate de organ de stat, avea responsabilități față de întreaga societate, în timp ce biroul Proletkult era o organizație autonomă înființată special pentru muncitori. Cu toate acestea, a existat o îngrijorare în legătură cu „paralelismul” - o situație care a apărut atunci când activități similare au fost realizate în paralel de diferite organizații. La începutul anului 1918 Narkompros a alocat biroului Proletkult un buget de peste 9,2 milioane de ruble, în timp ce întregul Departament pentru Educația Adulților a primit 32,5 milioane de ruble.

## Izo-Narkompros
Izo-Narkompros (Изо-наркомпрос) sau departamentul de arte vizuale (отдел изобразительных искусств), creat în mai 1918, era compus din două părți: un colegiu (organ deliberativ) și departamentul propriu-zis (organ executiv). Primul colegiu a fost condus de Vladimir Tatlin și îi includea pe Kazimir Malevici, I. Mașkov (И. Машков), N. Udalțova (Н. Удальцова), O. Rozanova (О. Розанова), Alexandr Rodcenko, Vasili Kandinski. El era subdivizat în mai multe subsecții.
Lunacearski a dirijat unele dintre cele mai mari experimente artistice publice de după Revoluție precum agit-trenurile și agit-bărcile care circulau prin toată Rusia răspândind ideile Revoluției și arta revoluționară.
El a sprijinit, de asemenea, experimentele teatrale constructiviste și inițiative precum Ferestrele ROSTA, afișe revoluționare redactate și desenate de Maiakovski, Rodcenko și alții.

## Legături externe
- Guvernele Uniunii Republicilor Sovietice Socialiste 1917-1964